# Hato Puerco
Hato Puerco es un barrio del municipio de Canóvanas, Puerto Rico. Según el censo de 2020, tiene una población de 6205 habitantes.

## Geografía
Está ubicado en las coordenadas 18°19′22″N 65°53′4″O / 18.32278, -65.88444. Según la Oficina del Censo, tiene una superficie de 20.6 km², correspondientes en su totalidad a tierra firme.

## Demografía
Según el censo de 2020, hay 6205 personas residiendo en la zona. La densidad de población es de 301 hab./km². El 16.13% de los habitantes son blancos, el 14.84% son afroamericanos, el 0.55% son amerindios, el 0.11% son asiáticos, el 21.29% son de otras razas y el 47.07% son de una mezcla de razas. Del total de la población, el 99.40% son hispanos o latinos de cualquier raza.